# ZFP57
ZFP57‏ (ZFP57 zinc finger protein) هوَ بروتين يُشَفر بواسطة جين ZFP57 في الإنسان.